# Stagioni dei Cleveland Barons (1937-1973)
Questa è una lista completa delle stagioni disputate dai Cleveland Barons, squadra della American Hockey League e in precedenza della International Hockey League. Nell'elenco sono raccolti tutti i dati delle competizioni ufficiali disputate dalla squadra dal 1934 al 1974.
| Stagione                      | Division | Gare | Vittorie | Sconfitte | Pareggi | Punti | Gol fatti | Gol subiti | Pos. | Play-off                                                                                            |
| ----------------------------- | -------- | ---- | -------- | --------- | ------- | ----- | --------- | ---------- | ---- | --------------------------------------------------------------------------------------------------- |
| Cleveland Falcons             |          |      |          |           |         |       |           |            |      | |
| 1934-35                       | IHL      | 48   | 20       | 23        | 1       | 40    | 115       | 132        | 4°   | perde 1º turno (London) 0-2                                                                         |
| 1935-36                       | West     | 48   | 25       | 19        | 4       | 54    | 149       | 146        | 2°   | perde 1º turno (Buffalo) 1-3                                                                        |
| 1936-37                       | West     | 48   | 13       | 27        | 8       | 34    | 113       | 152        | 3°   | |
| Cleveland Barons              |          |      |          |           |         |       |           |            |      | |
| 1937-38                       | West     | 48   | 25       | 12        | 11      | 61    | 126       | 114        | 1°   | |
| 1938-39                       | West     | 54   | 23       | 22        | 9       | 55    | 145       | 138        | 3°   | vince Calder Cup (Philadelphia) 3-1                                                                 |
| 1939-40                       | West     | 54   | 24       | 24        | 8       | 56    | 127       | 130        | 4°   | |
| 1940-41                       | West     | 56   | 26       | 21        | 9       | 61    | 177       | 162        | 1°   | vince 1º turno (Providence) 3-1 vince Calder Cup (Hershey) 3-2                                      |
| 1941-42                       | West     | 56   | 33       | 19        | 4       | 70    | 174       | 152        | 3°   | vince 1º turno (Washington) 2-0 perde semifinali (Hershey) 1-2                                      |
| 1942-43                       | AHL      | 56   | 21       | 29        | 6       | 48    | 190       | 196        | 6°   | vince 1º turno (Providence) 2-0 perde semifinali (Indianapolis) 0-2                                 |
| 1943-44                       | West     | 52   | 33       | 14        | 7       | 73    | 224       | 176        | 1°   | vince semifinali (Hershey) 4-3 perde Calder Cup (Buffalo) 0-4                                       |
| 1944-45                       | West     | 60   | 34       | 10        | 16      | 78    | 256       | 199        | 1°   | vince semifinali (Buffalo) 4-2 vince Calder Cup (Hershey) 4-2                                       |
| 1945-46                       | West     | 62   | 28       | 26        | 8       | 64    | 269       | 254        | 3°   | vince 1º turno (Providence) 2-0 vince semifinali (Pittsburgh) 2-1 perde Calder Cup (Buffalo) 3-4    |
| 1946-47                       | West     | 64   | 38       | 18        | 8       | 84    | 272       | 215        | 1°   | perde semifinali (Hershey) 0-4                                                                      |
| 1947-48                       | West     | 68   | 43       | 13        | 12      | 98    | 332       | 197        | 1°   | vince 1º turno (Providence) 4-1 vince Calder Cup (Buffalo) 4-0                                      |
| 1948-49                       | West     | 68   | 41       | 21        | 6       | 88    | 286       | 251        | 3°   | vince 1º turno (Springfield) 2-1 perde semifinali (Hershey) 0-2                                     |
| 1949-50                       | West     | 70   | 45       | 15        | 10      | 100   | 357       | 230        | 1°   | vince 1º turno (Buffalo) 3-0 perde Calder Cup (Indianapolis) 0-4                                    |
| 1950-51                       | West     | 71   | 44       | 22        | 5       | 93    | 281       | 221        | 1°   | vince 1º turno (Buffalo) 3-0 vince Calder Cup (Pittsburgh) 4-3                                      |
| 1951-52                       | West     | 68   | 44       | 19        | 5       | 93    | 265       | 166        | 2°   | perde 1º turno (Providence) 2-3                                                                     |
| 1952-53                       | AHL      | 64   | 42       | 50        | 2       | 86    | 248       | 164        | 1°   | vince semifinali (Syracuse) 3-0 vince Calder Cup (Pittsburgh) 4-3                                   |
| 1953-54                       | AHL      | 70   | 38       | 32        | 0       | 76    | 269       | 227        | 3°   | vince semifinali (Buffalo) 3-0 vince Calder Cup (Hershey) 4-2                                       |
| 1954-55                       | AHL      | 64   | 32       | 29        | 3       | 67    | 254       | 222        | 2°   | perde semifinali (Buffalo) 1-3                                                                      |
| 1955-56                       | AHL      | 64   | 26       | 31        | 7       | 59    | 225       | 231        | 4°   | vince semifinali (Pittsburgh) 3-1 perde Calder Cup (Cleveland) 0-4                                  |
| 1956-57                       | AHL      | 64   | 35       | 26        | 3       | 73    | 249       | 210        | 1°   | vince semifinali (Hershey) 4-3 vince Calder Cup (Rochester) 4-1                                     |
| 1957-58                       | AHL      | 70   | 39       | 28        | 3       | 81    | 232       | 163        | 2°   | perde semifinali (Springfield) 3-4                                                                  |
| 1958-59                       | AHL      | 70   | 37       | 30        | 3       | 77    | 261       | 252        | 2°   | perde semifinali (Hershey) 3-4                                                                      |
| 1959-60                       | AHL      | 72   | 34       | 30        | 8       | 76    | 267       | 229        | 4°   | perde semifinali (Rochester) 3-4                                                                    |
| 1960-61                       | AHL      | 72   | 36       | 35        | 1       | 73    | 231       | 234        | 3°   | perde semifinali (Springfield) 0-4                                                                  |
| 1961-62                       | West     | 70   | 39       | 28        | 3       | 81    | 255       | 203        | 1°   | perde 1º turno (Springfield) 2-4                                                                    |
| 1962-63                       | West     | 72   | 31       | 34        | 7       | 69    | 270       | 253        | 2°   | vince 1º turno (Rochester) 2-0 perde semifinali (Hershey) 2-3                                       |
| 1963-64                       | West     | 72   | 37       | 30        | 5       | 79    | 239       | 207        | 3°   | vince 1º turno (Rochester) 2-0 vince semifinali (Hershey) 3-0 vince Calder Cup (Québec) 4-0         |
| 1964-65                       | West     | 72   | 24       | 43        | 5       | 53    | 228       | 285        | 4°   | |
| 1965-66                       | West     | 72   | 38       | 32        | 2       | 78    | 243       | 217        | 2°   | vince 1º turno (Pittsburgh) 3-0 vince semifinali (Springfield) 3-0 perde Calder Cup (Rochester) 2-4 |
| 1966-67                       | West     | 72   | 36       | 27        | 9       | 81    | 284       | 230        | 3°   | perde 1º turno (Rochester) 2-3                                                                      |
| 1967-68                       | West     | 72   | 28       | 30        | 14      | 70    | 236       | 255        | 4°   | |
| 1968-69                       | West     | 74   | 30       | 32        | 13      | 72    | 213       | 245        | 2°   | perde 1º turno (Québec) 2-3                                                                         |
| 1969-70                       | West     | 72   | 23       | 33        | 16      | 62    | 222       | 255        | 4°   | |
| 1970-71                       | West     | 72   | 39       | 26        | 7       | 85    | 272       | 208        | 2°   | vince 1º turno (Hershey) 3-1 perde semifinali (Springfield) 1-3                                     |
| 1971-72                       | West     | 76   | 32       | 34        | 10      | 74    | 269       | 263        | 4°   | perde 1º turno (Baltimore) 2-4                                                                      |
| Cleveland/Jacksonville Barons |          |      |          |           |         |       |           |            |      | |
| 1972-73                       | West     | 76   | 23       | 44        | 9       | 55    | 251       | 329        | 5°   | |
| Jacksonville Barons           |          |      |          |           |         |       |           |            |      | |
| 1973-74                       | South    | 76   | 24       | 44        | 8       | 56    | 244       | 334        | 5°   | |